# Câinii zburători
Câinii zburători, numiți și liliecii ruzet, liliecii ruset (Rousettus) este un gen de lilieci frugivori și nectarivori din familia Pteropodidae cu 10-11 specii, care trăiesc în cea mai mare parte a Africii, în sudul Asiei, Malaezia și arhipelagurile Oceanului Indian, la est până la Insulele Solomon. Lungime corpului aprox. 13 cm, lungime cozii 1-2 cm, greutate 50-130 g. Au botul alungit, amintind de cel al unui câine (de unde și numele de "câini zburători"). Ochii sunt mari, urechile mici, rotunjite. Au o blană deasă, de culoare monotonă brunie, mai deschisă pe abdomen și umeri. Se întâlnesc în diferite tipuri de păduri. Trăiesc în grupuri formate din câțiva indivizi sau în colonii de sute sau chiar mii de indivizi. Se adăpostesc în timpul zilei în scorburi mari, peșteri, clădiri, sub poduri. Sunt activi în amurg și noaptea. Se pot orienta în timpul zborului cu ajutorul unei ecolocații primitive, care este percepută ca un "clic”, sunetele sunt emise cu ajutorul limbii. Se hrănesc mai ales cu fructe și nectar, contribuie la polenizarea florilor, pot aduce pagube plantațiilor fructifere. Denumirea de Rousettus derivă din franceza roussette  (de la rousset = roșiatic, roșcat) - o aluzie la culoarea lor caracteristică.

## Descrierea

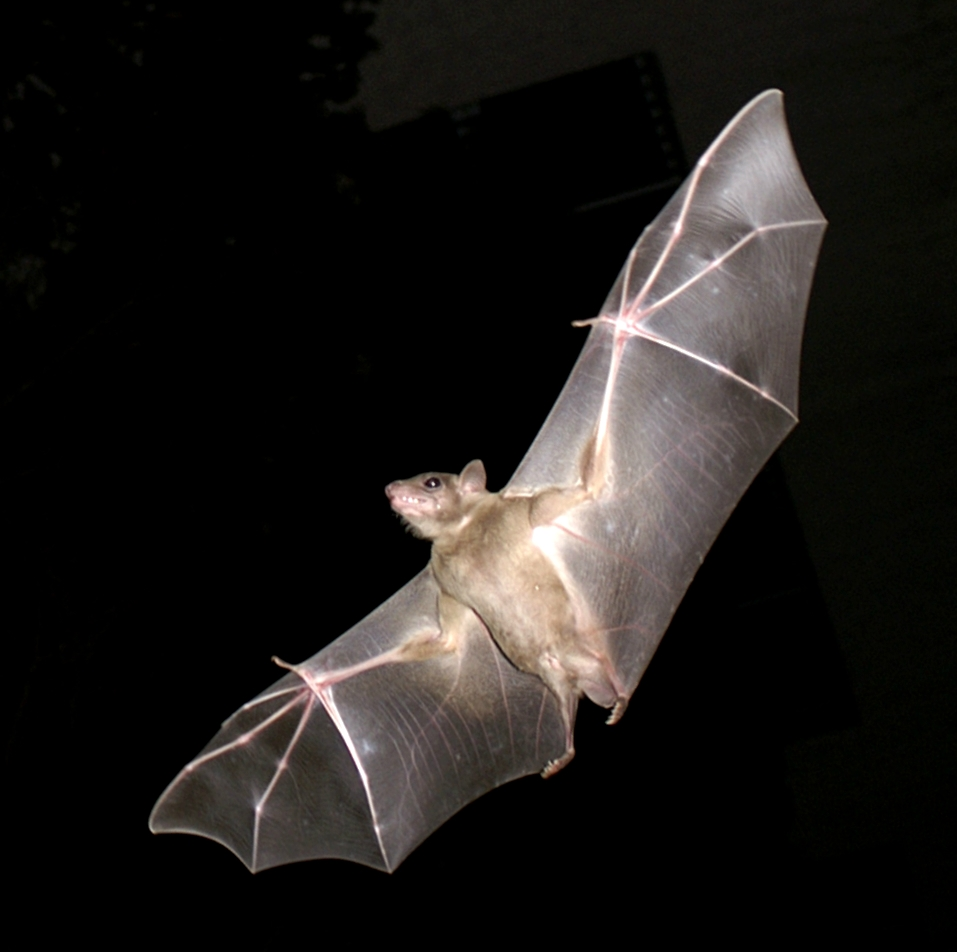
Câinele zburător egiptean (Rousettus aegyptiacus) în zbor în Israel

Sunt lilieci de dimensiunile mici. Lungimea corpului aproximativ 13 cm (lungimea cap + trunchi = 9,5-17,7 cm). Coada este scurtă, atingând o lungime de circa 1,4 cm (1,0-2,2 cm). Lungimea antebrațului 6,5-10,3 cm. Greutatea = 54-171 g. Masculii sunt considerabil mai mari decât femelele. Greutățile menționate în literatură au fost de aproximativ 81 - 171 grame pentru Rousettus aegyptiacus, 54 - 75 grame pentru Rousettus amplexicaudatus și 45 - 106 grame pentru Rousettus leschenaulti.
Al doilea deget al membrului anterior are o gheară bine dezvoltată. Partea rostrală a capului nu este prea alungită. Nările sunt separate de un șănțuleț adânc. Vârful cozii atârnă liber din membrana interfemorală. Partea facială a craniului este relativ scurtă. Formula dentară : I 2/2, C 1/1, Pm 3/3, M 2/3 = 34. Pe suprafața anterioară a incisivilor inferiori există un șănțuleț.
Blana cu păr scurt. Culoarea părului pe partea dorsală a corpului este de obicei brunie sau cafenie, pe partea ventrală este ușor mai deschisă. Unele specii (Rousettus amplexicaudatus și Rousettus leschenaulti) au în jurul gâtului un fel de guleraș din păr scurt, de culoare deschisă. La unele specii ai acestui gen în partea anterioară a gâtului și pe laturile sale sunt niște glande tegumentare specifice, de obicei mai bine dezvoltate la masculii adulți,  care sunt acoperite cu păr, de culoare vie măsliniu-roșcată.

## Comportamentul și habitatul
Liliecii Rousettus se întâlnesc în diferite habitate, de la câmpie până la munți. Sunt activi în principal la amurg. Trăiesc în zonele împădurite, dar își caută adăposturile în peșteri, cavouri, temple antice, scorburile stâncilor, dar cel mai frecvent în peșteri, unde se odihnesc cocoțați. Uneori se odihnesc și în arborii cultivați din grădini, mai ales în plantații de curmale. Coloniile liliacului Rousettus leschenaulti  își schimbă locul în funcție de disponibilitatea fructelor, iar liliacul Rousettus amplexicaudatus  poate zbura dus-întors în căutarea hranei 40-50 km noaptea.  Unele segmente ale colonii liliacului Rousettus aegyptiacus  pot efectua migrații sezoniere limitate.
Dimensiunea grupului în locurile de odihnă a liliacului Rousettus leschenaulti  variază de la 2 - 3 până la 2.000 de indivizi, dar nu există segregare sexuală. În estul provinciei Transvaal au fost descrise două colonii a liliacului Rousettus aegyptiacus,  cocoțate în locurile de odihnă, formate fiecare din 7.000 până la 9.000 de indivizi. Liliecii Rousettus aegyptiacus  se odihnesc înghesuiți la o distanță mică unul lângă altul în peșteri, menținând un contactul corporal. Luptele sunt obișnuite și însoțite de țipete puternice și tuse uscată frecventă.
Când zboară în întuneric, liliacul Rousettus amplexicaudatus  scoate un strigăt bâzâitor strident, care stă la baza unui mecanism simplu de ecolocație. Sunetele pe care le emit sunt monotone, emițându-le și în timpul zilei, chiar când nu sunt perturbați. Emit de asemenea ultrasunete, pentru a se orienta în zbor. Liliecii Rousettus, sunt în general zgomotoși și agitați în timpul zilei.

## Hrana

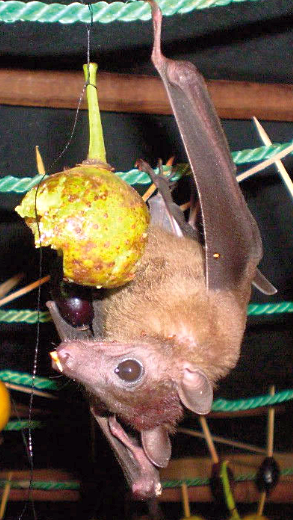
Câinele zburător madagascarian (Rousettus madagascariensis) hrănindu-se cu fructe

Se hrănesc cu sucuri de fructe și nectarul florilor. În cursul obținerii nectarului de la diferite flori, acești lilieci transportă polenul de la o floare la alta, asigurând polenizarea plantelor. Adeseori cercetează în amurg florile arborilor de acacii (Acacia). Ocazional mănâncă și curmale, și alte fructe mai puțin suculente.

## Reproducerea
Reproducerea în majoritatea zonelor are loc de obicei în decembrie - martie, dar poate fi variabilă, în raport de disponibilitatea hranei. Sarcina durează aproximativ 15 săptămâni. Femela naște de obicei un pui,  rareori doi. După acuplare, femelele alcătuiesc colonii separate, în adăposturi în care vor naște și vor îngriji puii până ce aceștia vor putea zbura. Alăptarea durează trei luni, după care puilor li se aduc fructe suculente și nectar. Puii încep să se hrănească singuri la vârsta de aproximativ trei luni.
Liliacul Rousettus aegyptiacus  se reproduce sezonier în Transvaal. Împerecherea are loc în principal din iunie până în septembrie, gestația durează aproximativ 4 luni, iar nașterile au loc din octombrie până în decembrie. De obicei femelele nasc un singur pui, dar uneori nasc gemeni. La început femela poartă puii agățați de ea, apoi îi lasă cocoțați în locurile de odihnă. La începutul lunii martie, puii sunt înțărcați și pot zbura singuri.
Femelele gestante ale liliacului Rousettus aegyptiacus  au fost prinse în Congo în noiembrie și decembrie, iar femelele care alăptau au fost colectate aici în februarie și martie. Femelele au născut de două ori pe an în Uganda, în martie și septembrie. În grădina zoologică din Londra cele mai multe nașteri au avut loc în martie, aprilie și mai, obișnuit femelele au născut un pui, dar și gemeni la fiecare a patra naștere. Femela liliacului Rousettus leschenaulti  în India naște, de asemenea, de două ori pe an, în martie și iulie-august.
Într-un studiu intensiv al unei colonii din statul Maharashtra, s-a observat că sarcina a durat din noiembrie până în martie și din martie până în iulie, femelele având un estru postpartum la scurt timp după prima naștere. Gestația a durat aproximativ 125 de zile și fiecare femelă a născut un singur pui.
Femelele liliacului Rousettus amplexicaudatus  din Insulele Solomon, alăptează puii în decembrie-ianuarie, dar nu și în martie-iunie. Cu toate acestea, în Timor, majoritatea liliecilor Rousettus amplexicaudatus  adulți erau în sezonul de reproducere în martie, aprilie și mai. La aceeași specie din insula Bougainville, s-au observat femele gestante în iulie și septembrie și o femelă care alăpta în septembrie. Liliacul Rousettus angolensis  din Congo se reproduce continuu pe tot parcursul anului, sau bianual în aprilie-iunie și octombrie-noiembrie.
Femelele ating maturitatea sexuală la vârsta de 5 luni, iar masculii nu mai devreme de 15 luni. Longevitatea maximă înregistrată a fost de 22 de ani și 11 luni.

## Clasificarea și Distribuția
Genul Rousettus include 10 specii de lilieci.
- Subgenul Rousettus
  - Rousettus aegyptiacus E. Geoffroy, 1810 - Africa: Senegal și Egipt la sud până în Africa de Sud; Cipru, Turcia, Iordania, Liban, Israel, sudul Siriei, Yemen, Arabia Saudită, sudul Irakului, sudul Iranului, Pakistan, nord-vestul Indiei; insule din Golful Guineei (São Tomé și Príncipe) și mici insule învecinate.
    - Rousettus aegyptiacus aegyptiacus
    - Rousettus aegyptiacus arabicus
    - Rousettus aegyptiacus leachii
    - Rousettus aegyptiacus princes
    - Rousettus aegyptiacus tomensis
    - Rousettus aegyptiacus unicolor

  - Rousettus amplexicaudatus E. Geoffroy, 1810 - Cambodgia, Thailanda, Birmania și Laos; Malaezia peninsulară, Indonezia, Java și Bali; Filipine; Noua Guinee; Arhipelagul Bismarck, Insulele Solomon
    - Rousettus amplexicaudatus amplexicaudatus
    - Rousettus amplexicaudatus brachyotis
    - Rousettus amplexicaudatus hedigeri
    - Rousettus amplexicaudatus infumatus
    - Rousettus amplexicaudatus minor

  - Rousettus celebensis K. Andersen, 1907 - Indonezia (insulele Sulawesi, Mangole, Sanana, Sangihe)
  - Rousettus leschenaultii Desmarest, 1820 - Sri Lanka; Pakistan, la est până în Vietnam și sudul Chinei; Malaezia peninsulară; Indonezia (insulele Sumatra, Java, Bali și Mentawai).
    - Rousettus leschenaultii leschenaultii
    - Rousettus leschenaultii seminudus
    - Rousettus leschenaultii shortridgei

  - Rousettus linduensis Maryanto și Yani, 2003 - centrul insulei Sulawesi.
  - Rousettus obliviosus Kock, 1978 - Insulele Comoro
  - Rousettus spinalatus Bergmans și Hill, 1980 - Sumatra, Borneo.
- Subgenul Boneia
  - Rousettus bidens Jentink, 1879 - nordul insulei Sulawesi (Indonezia).
- Subgenul Stenonycteris
  - Rousettus lanosus Thomas, 1906 - estul Republicii Democratice Congo, Uganda, Rwanda, Kenya, Tanzania, Malawi, sudul Etiopiei, sudul Sudanului.
  - Rousettus madagascariensis G. Grandidier, 1928 - Madagascar, cu excepția regiunii sud-vestice.